# Râul Erdre
Erdre este un râu din Franța care traversează departamentele Maine-et-Loire și Loire-Atlantique. Este un afluent pe malul drept al Loarei.

## Hidronimie
Cea mai veche formă atestată a numelui este Erda în anul 1072.
Este posibil să fie vorba despre un hidronim preceltic de tip *ered, cu sensul de „a curge”.
Numele râului în galo este Erdr.
În bretonă, numele râului este atestat sub forma Stêr Herz în 1936, respectiv an Erzh sau Erzh între 1978 și 2014.

## Prezentare generală
Erdre este un râu din bazinul Loarei care își are izvorul la Erdre-en-Anjou, pe teritoriul comunei delegate La Pouëze, din iazul Clairet, la aproximativ douăzeci de kilometri nord-vest de Angers, în Maine-et-Loire.
După un parcurs de 97,5 km, se varsă în Loara la Nantes, în Loire-Atlantique.
Malurile râului Erdre sunt mărginate de numeroase mari proprietăți, conace, parcuri și castele. Francisc I a considerat acest curs de apă drept „cel mai frumos râu al Franței”.
În perioada marilor lucrări de colmatare a brațelor Loarei la Nantes, la începutul secolului al XX-lea, cursul Erdre-ului a suferit la rândul său modificări. Astfel, ultimii săi 500 de metri au fost colmatați și transformați într-una dintre arterele principale ale orașului Nantes, cours des 50-Otages. Cursul râului a fost deviat și trece astăzi prin tunelul Saint-Félix, pe axa Saint-Pierre-et-Saint-André, precum și prin place Duchesse-Anne, înainte de a se vărsa în Loara prin intermediul canalului Saint-Félix, denumit după amenajare Port de l’Erdre, dotat cu pontoane plutitoare, inele pentru ancoraj, parcare etc.

## Parcursul Erdre-ului
Departamente traversate :
- Maine-et-Loire
- Loire-Atlantique

Comune traversate de la izvor până la vărsare :
În departamentul Maine-et-Loire:
- Erdre-en-Anjou (izvor: iazul Clairet), Le Louroux-Béconnais, La Cornuaille, Angrie, Candé

În departamentul Loire-Atlantique:
- Freigné, Saint-Mars-la-Jaille, Bonnœuvre, Riaillé, Trans-sur-Erdre, Joué-sur-Erdre, Nort-sur-Erdre, Casson, Petit-Mars, Saint-Mars-du-Désert, Sucé-sur-Erdre, Carquefou, La Chapelle-sur-Erdre, Nantes (confluența cu Loara)

Împărțirea parcursului
- De la izvor până la Candé : Erdre nu este decât un mic pârâu.
- După Candé și până la Nort-sur-Erdre : Erdre se lărgește sub forma unui mic râu, cunoscut drept „Valea superioară a Erdre-ului” (Haute Vallée de l’Erdre).
- După Nort-sur-Erdre : Erdre se lărgește și devine navigabil, cu o adâncime medie de 3 m, până la Nantes și confluența sa cu Loara. Acest tronson al râului este parcurs și de canalul Nantes–Brest. În această parte, Erdre traversează mlaștinile câmpiei Mazerolles, între Saint-Mars-du-Désert și Sucé-sur-Erdre.

## Mlaștinile Erdre
Mlaștinile Erdre fac parte din ecosistemul zonei de luncă a râului și constituie un spațiu natural de mare interes ecologic. Ele sunt recunoscute pentru biodiversitatea lor și pentru rolul important în reglarea hidrologică a văii.
Acest ansamblu de zone umede este clasat sit Natura 2000, ceea ce îi conferă un statut de protecție europeană, având drept obiectiv conservarea habitatelor naturale și a speciilor de floră și faună de interes comunitar.
Mlaștinile se întind în special în câmpia de Mazerolles, între localitățile Saint-Mars-du-Désert și Sucé-sur-Erdre, unde râul formează întinderi largi de ape și stufărișuri favorabile păsărilor acvatice, peștilor și amfibienilor.

## Proprietăți istorice de-a lungul râului Erdre
Râul Erdre este cunoscut pentru numeroasele domenii, castele și conace care îi marginesc malurile:
- Saint-Mars-la-Jaille
  - Château de Saint-Mars-la-Jaille
- Joué-sur-Erdre
  - Château de la Chauvelière
  - Manoir de La Guinaudière
  - Château de Lucinière
- Nort-sur-Erdre
  - Manoir de l'Onglée
  - Château de Port-Mulon
- Petit-Mars
  - Château du Pont-Hus
- Sucé-sur-Erdre
  - Château des Rochettes
  - Château de la Baraudière
  - Château de la Claverie
  - Château de la Guillonnière
  - Château de Jaille
  - Manoir de la Châtaigneraie
  - Château de Montretraict
  - Château de la Turbalière
  - Château de Bel Air
  - Château du Port-Hubert
- Carquefou
  - Château des Enfas
  - Château de la Chambre
  - Château de la Couronnerie
- La Chapelle-sur-Erdre
  - Château de Nay
  - Château de la Gandonnière
  - Château de la Gascherie
  - Château de la Poterie
  - Château du Meslier
  - Château du Bignon
  - Château de La Desnerie
- Nantes
  - Le Gachet
  - Villa de la Chantrerie
  - Château du Fort
  - Château du Bois Hue
  - Château de l'Eraudière
  - Château du Tertre
  - Manoir de la Morrhonnière
  - Château de la Houssinière
  - Château du Halleray
  - Château de la Trémissinière
  - Pavillon Tourneron